# Rampage (filme de 2009)
Rampage (bra: Rampage: Sede de Vingança) é um filme teuto-canadense de 2009, dos gêneros thriller e ação, sobre assassinato em massa, dirigido por Uwe Boll e estrelado por Brendan Fletcher, Michael Paré, Shaun Sipos e Lynda Boyd. Rampage passou nos cinemas da Alemanha, mas foi lançado direto-para-vídeo no resto do mundo. Foi o primeiro filme de Uwe a ganhar principalmente resenhas positivas. Uma sequência, Rampage: Capital Punishment, foi lançada em 19 de agosto de 2014.

## Sinopse
O filme conta a história de um homem que se sente constrangido e passa a ser louco por um plano violento, produz uma armadura e faz um extermínio desenfreado.

## Elenco
- Brendan Fletcher como Bill Williamson
- Michael Paré como Sheriff Melvoy
- Shaun Sipos como Evan Drince
- Lynda Boyd como a mãe de Bill
- Robert Clarke	como o pai de Evan
- Matt Frewer como o pai de Bill
- Katey Grace como funcionário do banco
- Brent Hodge como atendente do bingo
- Katharine Isabelle como funcionária do salão de beleza
- Malcolm Stewart como gerente do banco
- Pale Christian Thomas	como atendente do café
- Michaela Mann como garçonete

## Lançamento
Foi lançado em formato DVD e Blu-ray Disc em 1 de junho de 2010, pela Phase 4 Films.

## Recepção da crítica
Rampage recebeu críticas positivas; estas foram recebidas com surpresa, posto que os filmes anteriores de Uwe foram rechaçados pela crítica. /Film deu ao filme uma nota 7/10, afirmando que "Até um relógio quebrado acerta duas vezes ao dia. E isso iria acontecer eventualmente. Uwe Boll fez um bom filme. Não um grande filme, mas um filme decente." Film.com afirmou: "Eu não acredito nas palavras que estou prestes a digitar (...) o último filme de Uwe Boll (...) é bom. Muito bom." O filme recebeu 3,5 estrelas de 5 no Bloody Disgusting, que elogiou a evolução estilística de Uwe Boll, "quase como se o Ed Wood alemão tivesse dado uma olhada profunda no espelho, refletido sobre seus filmes, e feito uma mudança para melhor". A Variety deu ao filme uma resenha negativa, chamando-o de "descomprometido e quase não-assistível (tanto por seu assunto quanto por seu estilo visual nauseante)".

## Sequência
Em 9 de janeiro de 2014, o The Hollywood Reporter revelou que Uwe Boll havia começado a desenvolver uma sequência para Rampage, com a volta de Brendan Fletcher como Bill Williamson. O enredo envolve Bill mantendo um canal de televisão refém como uma plataforma política. Outros atores incluem Lochlyn Munro, Mike Dopud e Michaela Ross. Natalia Tudge é a produtora do filme. Um teaser para o filme foi lançado em 31 de janeiro de 2014. O título foi revelado posteriormente ([Rampage: Capital Punishment) e o laçamento veio em 19 de agosto de 2014.